# Varietà merceologica

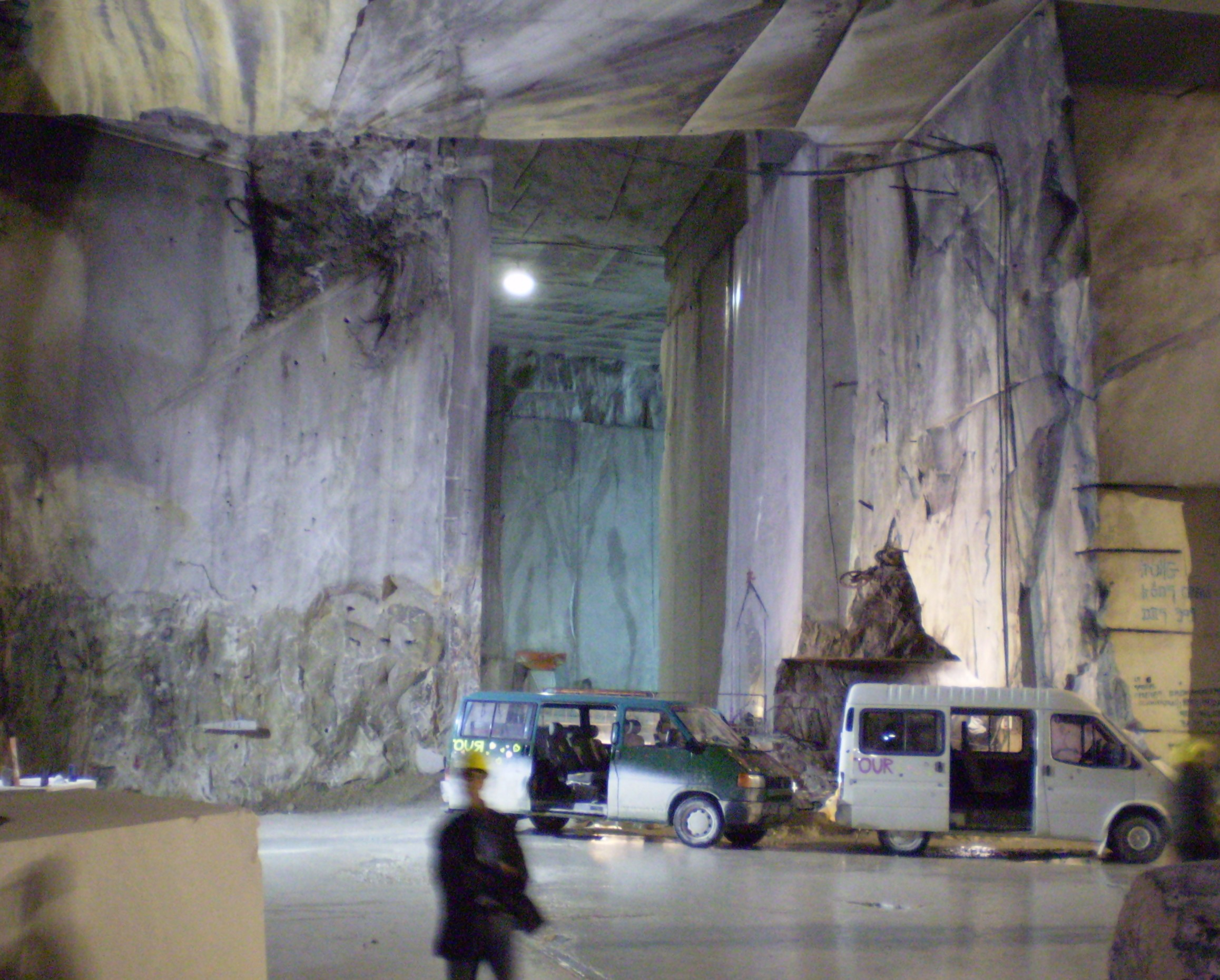
Carrière de marbre blanc aux variétés ; ordinario, statuario, bianco, située à Carrare, lieu-dit Ravaccione.

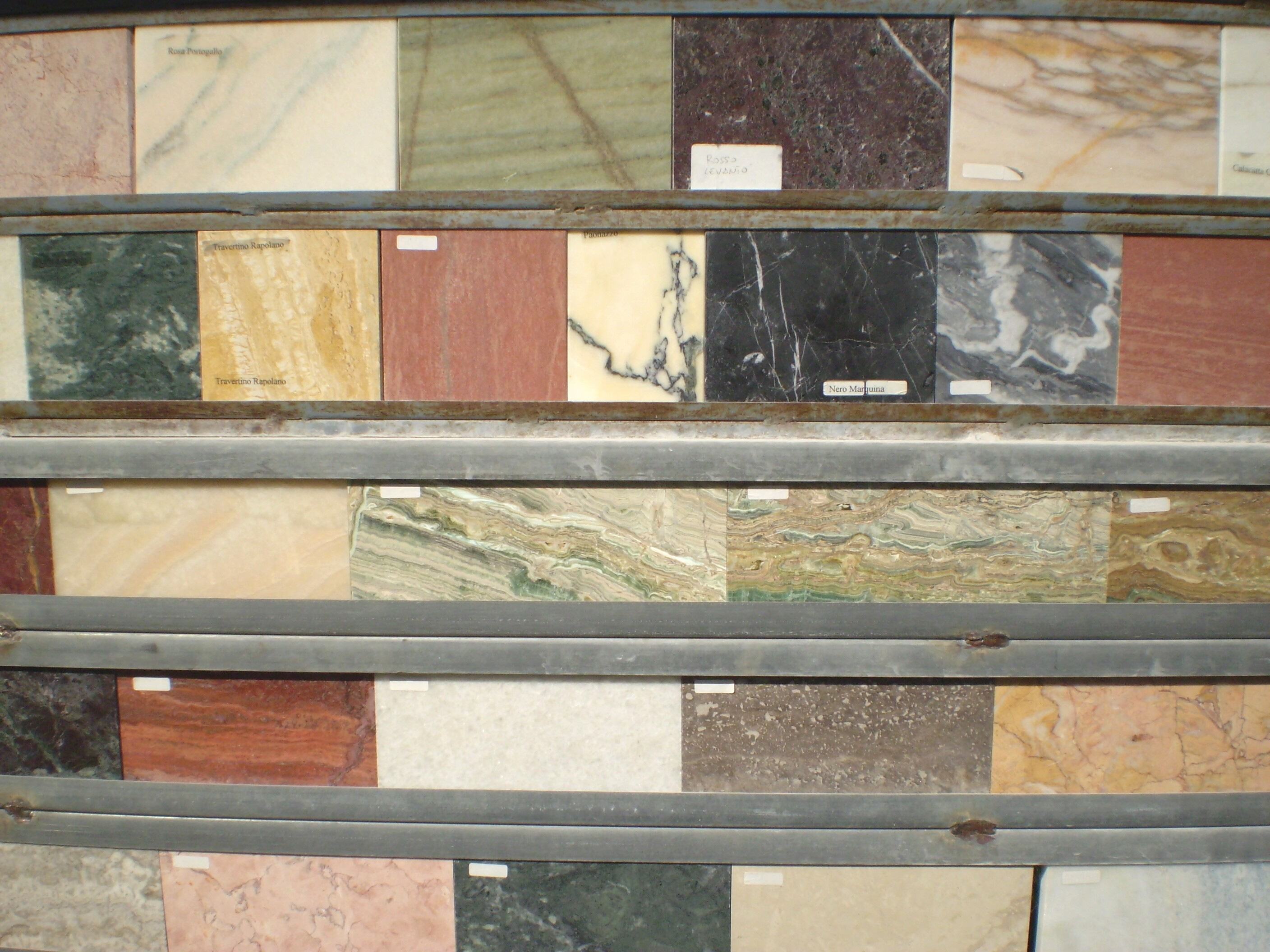
Différents échantillons au musée Fantiscritti.

Varietà merceologica est une expression italienne pour définir  une unité lithostratigraphique reconnue et cartographiée à l'intérieur des carrières marbrières des Alpes apuanes.
Dans le projet ERTAG, le site des alpes Apuanes compte 14 varietà merceologiche (pluriel de merceologica) subdivisées sur la base de leurs caractéristiques (lithologiques et esthétiques) générales, en cinq groupes.
- marbres blancs; ordinario, statuario, bianco.
- marbres gris et veinés; grigio, venato, zebrino.
- marbres brèches; arabescato, calacatta, breccia rossa, fantastico.
- marbres cipolins; cipollino.
- marbres historiques; breccia di Seravezza, rosso rubino, nero di colonnata.

Sur le marché, les varietà merceologiche se subdivisent en variété dite commerciale par exemple l'arabescato peut être; arlecchino, boano, bozzo, canale delle gobbie, carcaraia, cervaiole, collettino, collubraia, corchia, faniello, fichetto, la piana, madielle, mossa, pellerano, piastreta, piastriccioni, tombaccio, vagli.
À savoir qu'il existe environ 800 carrières dans les apuanes, certaines sans nom, recensées en 2006.